# День вшанування захисників Донецького аеропорту
|                                                                |  |  |
| Пам'ятна монета НБУ присвячена захисникам Донецького аеропорту |  |  |

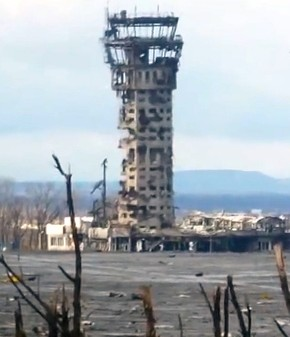
Диспетчерська вежа, яку утримували українські бійці — символ боротьби кіборгів

День вшанування захисників Донецького аеропорту, також День пам'яті кіборгів — день вшанування пам'яті захисників, які тримали оборону Донецького аеропорту з 26 травня 2014 року до 22 січня 2015 року під час війни на сході України. Відзначається щороку 20 січня, згідно зі спільним Наказом Міністра оборони України та Головнокомандувача Збройних Сил України.

## Історія
Кіборгами українців прозвали т. зв. сепаратисти, які були шоковані, що живі люди могли так довго і стійко боронити будови аеропорту.
|  | Кіборги вистояли, не встояв бетон |

 — фраза, яка увійшла в історію разом із подвигом бійців України.
За ініціативою самих кіборгів, з 2018 року 16 січня (рідше 20  чи 21 січня) у різних містах України вшановувався День пам'яті захисників Донецького аеропорту.
В обороні цього об'єкта брали участь не тільки воїни, але і медики з волонтерами, що надавали допомогу та підтримку українським бійцям. Тому пам'ять присвячена усім, хто стояв за Україну в ті дні.

## Офіційний статус
20 січня 2022 року з метою військово-патріотичного виховання, вшанування подвигу військовослужбовців, добровольців та волонтерів, які обороняли Донецький аеропорт від російського агресора, та продовження найкращих бойових традицій, спільним Наказом Міністра оборони України та Головнокомандувача Збройних Сил України установлено в системі Міністерства оборони України День вшанування захисників Донецького аеропорту відзначати щороку 20 січня.